# .expert
.expert je internetová generická doména nejvyššího řádu.

### Příklady
- http://produkcja.expert/ – mj. se odtud rozesílá SPAM